# Sammlung Scharf-Gerstenberg

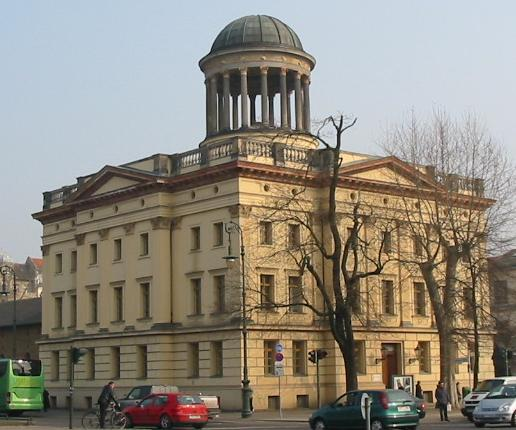
Östlicher Stülerbau, seit 2008 Sitz der Sammlung Scharf-Gerstenberg

Die Sammlung Scharf-Gerstenberg ist ein Kunstmuseum im Berliner Ortsteil Charlottenburg. Es zeigt seit Juli 2008 Kunst von der französischen Romantik bis zum Surrealismus. Die Sammlung mit Gemälden, Grafiken und Skulpturen aus dem Besitz der „Stiftung Sammlung Dieter Scharf zur Erinnerung an Otto Gerstenberg“ ist, zunächst leihweise für zehn Jahre, in den ehemaligen Räumen des Ägyptischen Museums beheimatet und gehört zur Nationalgalerie Berlin.
Im Jahr 2018 wurde der Leihvertrag mit der Stiftung um weitere 10 Jahre verlängert, das Museum verzeichnete 2019 rund 49.000 Besucher.

## Stiftung
Das Museum zeigt Werke der „Stiftung Sammlung Dieter Scharf zur Erinnerung an Otto Gerstenberg“. Otto Gerstenberg war Anfang des 20. Jahrhunderts einer der bedeutendsten Kunstsammler in Berlin. Seine Sammlung wurde teilweise im Krieg zerstört. Andere Teile der Sammlung befinden sich als sogenannte „Beutekunst“ in russischen Museen. Von den in Familienbesitz verbliebenen Kunstwerken erbte sein Enkel Dieter Scharf (1926–2001) eine Sammlung von Grafiken, die den Grundstock für seine eigene Sammlertätigkeit bildete. Kurz vor seinem Tod wandelte Scharf diese Sammlung, die bereits im Jahr 2000 unter dem Titel „Surreale Welten“ in Berlin zu sehen war, in eine Stiftung um. Zunächst war zwischen der Stiftung und den Staatlichen Museen zu Berlin ein auf zehn Jahre befristeter Dauerleihvertrag vereinbart worden, der 2018 um weitere 10 Jahre verlängert wurde. Die Stiftung Preußischer Kulturbesitz stellt der „Stiftung Sammlung Dieter Scharf zur Erinnerung an Otto Gerstenberg“ hierfür den östlichen Stülerbau in Charlottenburg zur Verfügung.

## Gebäude

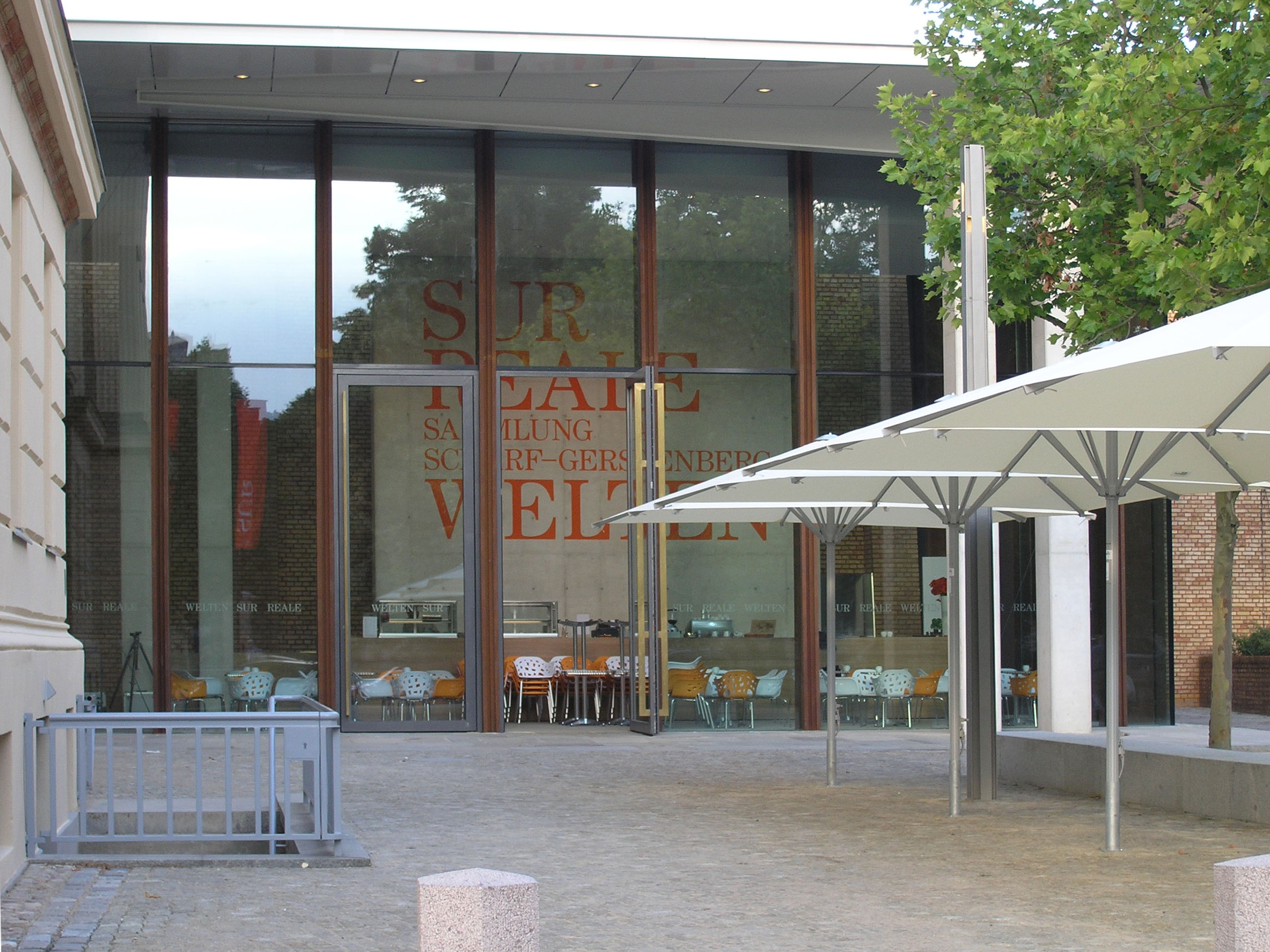
Östlicher Stülerbau, Sammlung Scharf-Gerstenberg

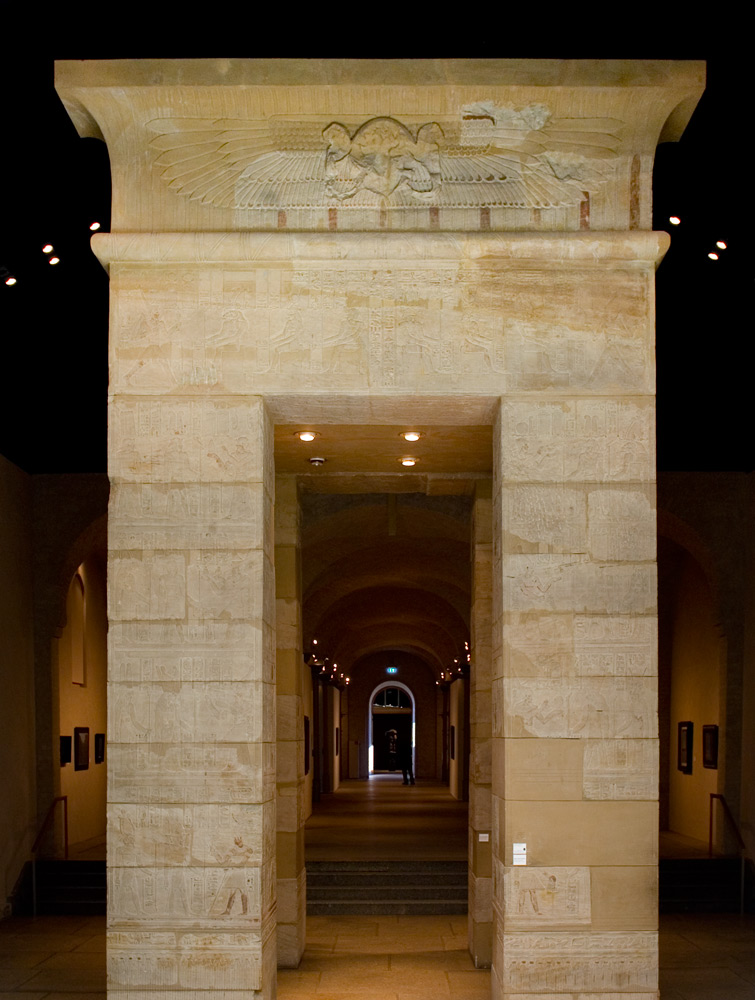
Das Tempeltor von Kalabscha

Die Sammlung Scharf-Gerstenberg befindet sich in der Schloßstraße 70 gegenüber dem heutigen Museum Berggruen (westlicher Stülerbau). Beide Gebäude sind durch den Spandauer Damm vom Schloss Charlottenburg getrennt. Sie gehen zurück auf Entwürfe des preußischen Königs Friedrich Wilhelms IV., die in den Jahren 1851–1859 vom Architekten Friedrich August Stüler umgesetzt wurden. Beide Stülerbauten dienten ursprünglich als Offiziers-Kasernen des Garde-du-Corps-Regiments. Dem östlichen Stülerbau schließt sich das 1855–1858 von Karl Wilhelm Drewitz errichtete ehemalige Marstall-Gebäude an. Von 1967 bis 2005 dienten der östliche Stülerbau zusammen mit dem Marstall-Gebäude als Ägyptisches Museum. Die Gebäude wurden von 2005 bis 2008 für die künftige Nutzung als Museum Scharf-Gerstenberg unter der Leitung des Architekten Gregor Sunder-Plassmann für zehn Millionen Euro umgebaut.

## Die Sammlung
Zu den Werken der „Stiftung Sammlung Dieter Scharf zur Erinnerung an Otto Gerstenberg“, die Dieter Scharf aus der Sammlung seines Großvaters erbte, gehören Grafiken von Giovanni Battista Piranesi, Francisco de Goya, Charles Meryon, Victor Hugo, Édouard Manet und Max Klinger. Die Arbeiten dieser Künstler bildeten für Dieter Scharf die Grundlage für den Aufbau einer Sammlung des Symbolismus und Surrealismus.
Neben Gemälden von Salvador Dalí, Jean Dubuffet, Max Ernst, René Magritte, André Masson, Gustave Moreau, Odilon Redon, Henri Rousseau und Yves Tanguy sowie Skulpturen von Max Ernst, Jacques Lipchitz, Henri Laurens und Antoni Tàpies liegt der Schwerpunkt der Sammlung Scharf, wie beim Vorbild Otto Gerstenberg, auf grafischen Arbeiten. Zu den weiteren Künstlern der Sammlung gehören Gerhard Altenbourg, Willi Baumeister, Hans Bellmer, Victor Brauner, Paul Éluard, James Ensor, Alberto Giacometti, George Grosz, Horst Janssen, Paul Klee, Fernand Léger, Joan Miró, Edvard Munch, Richard Oelze, Francis Picabia, Pablo Picasso, Kurt Schwitters, Georges Seurat, Mark Tobey und Wols.
Die Sammlung Scharf-Gerstenberg schließt sich thematisch an die Sammlung „Picasso und seine Zeit“ im gegenüberliegenden Museum Berggruen an, wobei einzelne Künstler wie Picasso, Klee und Giacometti in beiden Sammlungen vertreten sind. Bis zur Fertigstellung des vierten Ausstellungsflügels des Pergamonmuseums sind im Museum Scharf-Gerstenberg auch das Kalabscha-Tor und die Säulen des antiken Sahuré-Tempels aus der Sammlung des Ägyptischen Museums zu sehen.